# Prionolabis terebrans
Prionolabis terebrans är en tvåvingeart som först beskrevs av Alexander 1916.  Prionolabis terebrans ingår i släktet Prionolabis och familjen småharkrankar. Inga underarter finns listade i Catalogue of Life.